# Ormone di rilascio della somatotropina
L'ormone di rilascio della somatotropina o somatorelina o somatoliberina o GHRH (sigla in inglese di Growth hormone releasing hormone)  è conosciuto anche come growth-hormone-releasing factor (GRF o GHRF) o somatocrinina.
Questo ormone ha 44 aminoacidi, ed è prodotto nel nucleo arcuato dell'ipotalamo e, insieme alla grelina e all'antagonista somatostatina, controlla il rilascio dell'ormone della crescita (GH). Il GHRH e la grelina stimolano la sintesi del GH mentre la somatostatina la inibisce.
L'azione di questo enzima stimola il sonno lento profondo sia nell'uomo che nelle cavie da laboratorio. Difetto nella produzione di questo ormone sono stati collegati a problemi di nanismo, mentre una sua sovraproduzione provoca gigantismo proprio in seguito alla sua funzione stimolante dell'ormone della crescita.
Attualmente sono presenti dei farmaci contenenti il GHRH e vengono utilizzati come test in caso di sospetta deficienza di ormone della crescita.

## Nomenclatura
- Endogeno:
  - somatocrinina
  - somatoliberina
  - ormone di rilascio dell'ormone della crescita (GHRH o GH-RH)
  - fattore di rilascio dell’ormone della crescita (GHRF o GRF)
  - ormone di rilascio della somatotropina (SRH)
  - fattore di rilascio della somatotropina (SRF)
- Farmaceutico:
  - somatorelina

## Origine
L'ormone appartiene alla famiglia del glucagone (basandosi su somiglianze nella sequenza) e viene sintetizzato sotto forma di precursore di 108 Amminoacidi. Questa viene poi tagliata per originare il peptide attivo, della lunghezza di 44 AA che viene secreto dalla cellula. Il GHRH viene rilasciato dai terminali nervosi neurosecretori dei neuroni del nucleo arcuato e viene trasportato dal sistema portale ipotalamo-ipofisi alla ghiandola pituitaria anteriore, dove stimola la secrezione dell'ormone della crescita (GH). Il GHRH viene rilasciato in modo pulsatile, stimolando un rilascio pulsatile di GH.
Sono presenti 2 isoforme del precursore dell'ormone derivanti da splicing alternativo; nella seconda variante l'aminoacido 103 (una serina è mancante); sono poi state identificate varianti naturali dovute a polimorfismi. Diverse varianti sono state identificate in diversi tipi di tumori, tra cui neoplasie ai polmoni, al seno e al cervello, e l'utilizzo di antagonisti a tale ormone è allo studio come terapia anti-cancro.

## Effetto
GHRH stimola la produzione e il rilascio di GH legandosi al recettore GHRH (GHRHR) sulle cellule dell'ipofisi anteriore. L'ormone della crescita è necessario per la normale crescita postnatale, la crescita ossea e il metabolismo delle proteine, dei carboidrati e dei lipidi. Inoltre, GHRH promuove direttamente anche il sonno a onde lente.

### Recettore
Il GHRHR è un membro della famiglia delle secretine dei recettori accoppiati a proteine G e si trova sul cromosoma 7 negli esseri umani. Questa proteina ha sette domini transmembrana e il suo peso molecolare è di circa 44 kD.

### Trasduzione del segnale
Il legame del GHRH al GHRHR determina un aumento della produzione di GH attraverso la via cAMP-dipendente, ma anche attraverso la via della fosfolipasi C (IP3 /DAG), e altre vie minori.

## Relazione tra GHRH e somatostatina
Le azioni del GHRH sono contrastate dalla somatostatina (ormone che inibisce l'ormone della crescita). La somatostatina viene rilasciata dalle terminazioni nervose neurosecretrici dei neuroni periventricolari della somatostatina e viene trasportata nel sistema portale ipotalamo-ipofisaria all'ipofisi anteriore dove inibisce la secrezione di GH. La somatostatina e il GHRH vengono secreti in alternanza, dando luogo alla secrezione marcatamente pulsatile di GH.